# Phiala incana
Phiala incana är en fjärilsart som beskrevs av William Lucas Distant 1897. Phiala incana ingår i släktet Phiala och familjen Eupterotidae. Inga underarter finns listade i Catalogue of Life.